# Patrick Teppers
Patrick Teppers (Bocholt, 30 juli 1964) is een Belgisch voormalig voetballer. Hij was een middenvelder die tijdens zijn carrière onder meer voor Sint-Truidense VV en KSV Waregem uitkwam.
Teppers was een middenvelder die steeds in functie van het team speelde en nooit verlegen was om het vuile werk op te knappen. Hij had een goede techniek en beschikte over een hard schot. De Limburger pikte ook regelmatig een doelpunt mee, maar wist zich door zijn onopvallende stijl nooit in de kijker te spelen van een topclub. Teppers speelde tijdens zijn carrière Europees met SV Waregem, Seraing en Sint-Truiden. Tot 2012 voetbalde hij nog voor tal van clubs uit de Belgische en Nederlandse amateurafdelingen.

## Carrière

### Beginjaren
Patrick Teppers sloot zich op jonge leeftijd aan bij het bescheiden SK Lozen. Hij doorliep er alle jeugdreeksen en maakte reeds op 16-jarige leeftijd de overstap naar het eerste elftal. De vierdeprovincialer uit Bocholt kon hem echter niet lang houden. De naburige tweedeklasser FC Winterslag merkte hem in 1984 op. Teppers werd bij de Vieze Mannen een ploegmaat van onder meer Luc Nilis en de broers Mathieu en Pierre Denier. De Limburgers werden in 1987 vicekampioen in tweede klasse. Via de eindronde wisten Teppers en zijn collega's de promotie naar de hoogste divisie af te dwingen.

### Waregem
De middenvelder met de stevige linkervoet trok na de promotie over naar het KSV Waregem van succescoach Urbain Haesaert. Teppers, die bij Essevee een ploegmaat van onder meer Vital Borkelmans, Emmanuel Karagiannis en Alain Van Baekel werd, sloot zijn eerste seizoen voor de West-Vlaamse club af als zesde. Door de bekerwinst van Anderlecht mocht Waregem daarom opnieuw deelnemen aan de UEFA Cup. In de eerste ronde werd zonder veel moeite het Noorse Molde FK uitgeschakeld. De West-Vlamingen wonnen de terugwedstrijd met 5-1, Teppers scoorde in dat duel zijn eerste Europese doelpunt. Een ronde later bleek het Oost-Duitse Dynamo Dresden te sterk en zat het Europese avontuur van Waregem erop.
Nadien ging het op sportief vlak achteruit voor Waregem. De club zakte in de competitie weg en ontsnapte in 1990 net aan de degradatie. Na de komst van trainer Paul Theunis, de Australische aanvaller Aurelio Vidmar en de Hongaarse middenvelder Flórián Urbán kende Waregem een heropleving. Teppers en zijn team werden vierde in de competitie, een evenaring van het beste resultaat uit de clubgeschiedenis. Daardoor mocht Waregem in het seizoen 1993/94 voor de laatste keer deelnemen aan de UEFA Cup.

### Seraing
Teppers zelf ruilde Waregem in de zomer van 1993 in voor promovendus RFC Seraing. Bij de bescheiden Luikse club van trainer Georges Heylens vond hij naast oud-ploegmaat Emmanuel Karagiannis ook Roger Lukaku, Lars Olsen, Olivier Doll en het Braziliaanse talent Wamberto terug. Terwijl zijn ex-club Waregem naar tweede klasse zakte, werd Teppers met Seraing in het seizoen 1993/94 verrassend derde na respectievelijk RSC Anderlecht en Club Brugge. Een seizoen later nam Teppers ook met Seraing deel aan de UEFA Cup. De Luikenaars werden in de eerste ronde uitgeschakeld door Dinamo Moskou. De Russische club kwam in de heenwedstrijd 0-4 voor, maar zag hoe Seraing in de tweede helft terugkwam tot 3-4. In Moskou ging Seraing met 0-1 winnen, maar dat was niet voldoende om door te stoten.
Na drie seizoenen op het hoogste niveau kampte Seraing met financiële problemen. In 1996 ging de club op in Standard Luik en keerde Teppers terug naar Limburg.

### Sint-Truiden
Voor het eerst sinds 1987 kwam Teppers terug uit voor een Limburgse club. In de zomer van 1996 maakte de inmiddels 32-jarige middenvelder net als Mircea Rednic, Patrick Goots en Marc Wuyts de overstap naar Sint-Truidense VV. De middenmoter wist in 1999 de Nissan Cup te winnen. In de finale werd er met 4-3 gewonnen van Germinal Ekeren. Teppers bezorgde zijn team onder meer via een strafschop een 2-0-voorsprong. In 1999 mocht de club door de eindzege in de Ligabeker voor het eerst deelnemen aan een Europees bekertoernooi: de UEFA Intertoto Cup. In de eerste rondes gingen de Kanaries vlot voorbij Spartak Varna en Ararat Jerevan. In de derde ronde bleek het Oostenrijkse Austria Wien te sterk. Na het seizoen 2000/01 zette de 37-jarige Teppers een punt achter zijn loopbaan op het hoogste niveau.

### Laatste jaren
In 2001 sloot Teppers zich aan bij fusieclub Heusden-Zolder. In zijn eerste seizoen werd de Limburgse tweedeklasser meteen vierde. In de eindronde greep Heusden-Zolder vervolgens net naast de promotie. Tijdens de winterstop van het volgende seizoen nam de club afscheid van Teppers, die naar vierdeklasser Verbroedering Maasmechelen verkaste. Daar werd hij speler-trainer en streed hij twee jaar tegen de degradatie. In 2004 zette hij een punt achter zijn periode bij Maasmechelen.
Vervolgens belandde de 40-jarige Teppers bij in het Nederlandse Weert, waar hij zich aansloot bij Wilhelmina '08. Hij werd er meteen kampioen. In 2006 kwam hij ook even voor de buren van FC ODA uit. Daar hield hij het echter al snel voor bekeken. In december 2006 tekende Teppers bij het Belgische RC Reppel. Na de komst van Teppers verloor Reppel geen enkele wedstrijd en pakte het de titel in derde provinciale. In de loop van het seizoen 2008/09 raakte bekend dat hij in de zomer van 2009 naar Sporting Grote Brogel zou verhuizen. Ondanks zijn voor een voetballer hoge leeftijd raakte Teppers het spelletje niet beu. In april 2010 speelde hij met Grote Brogel tegen SK Lozen. Bij zijn ex-club stond op dat ogenblik zijn zoon Nino op het veld. In 2012 zette de 47-jarige Teppers een punt achter zijn spelerscarrière.

## Statistieken
| Seizoen | Club                       | Competitie         | Wed. | Goals |
| ------- | -------------------------- | ------------------ | ---- | ----- |
| 1980/81 | SK Lozen                   | Vierde klasse      |      |       |
| 1981/82 | SK Lozen                   | Vierde klasse      |      |       |
| 1982/83 | SK Lozen                   | Vierde klasse      |      |       |
| 1983/84 | SK Lozen                   | Vierde klasse      |      |       |
| 1984/85 | FC Winterslag              | Tweede klasse      |      |       |
| 1985/86 | FC Winterslag              | Tweede klasse      | 27   | 3     |
| 1986/87 | FC Winterslag              | Tweede klasse      | 29   | 14    |
| 1987/88 | KSV Waregem                | Eerste klasse      | 29   | 5     |
| 1988/89 | KSV Waregem                | Eerste klasse      | 32   | 9     |
| 1989/90 | KSV Waregem                | Eerste klasse      | 33   | 12    |
| 1990/91 | KSV Waregem                | Eerste klasse      | 32   | 8     |
| 1991/92 | KSV Waregem                | Eerste klasse      | 28   | 9     |
| 1992/93 | KSV Waregem                | Eerste klasse      | 32   | 4     |
| 1993/94 | RFC Seraing                | Eerste klasse      | 33   | 3     |
| 1994/95 | RFC Seraing                | Eerste klasse      | 33   | 3     |
| 1995/96 | RFC Seraing                | Eerste klasse      | 32   | 3     |
| 1996/97 | Sint-Truidense VV          | Eerste klasse      | 32   | 3     |
| 1997/98 | Sint-Truidense VV          | Eerste klasse      | 32   | 1     |
| 1998/99 | Sint-Truidense VV          | Eerste klasse      | 32   | 9     |
| 1999/00 | Sint-Truidense VV          | Eerste klasse      | 31   | 3     |
| 2000/01 | Sint-Truidense VV          | Eerste klasse      | 29   | 3     |
| 2001/02 | Heusden-Zolder             | Tweede klasse      | 34   | 3     |
| 2002/03 | Heusden-Zolder             | Tweede klasse      | 14   | 2     |
| 2002/03 | Verbroedering Maasmechelen | Vierde klasse      | 14   | 3     |
| 2003/04 | Verbroedering Maasmechelen | Vierde klasse      | 29   | 4     |
| 2004/05 | Wilhelmina '08             | Tweede klasse      |      |       |
| 2005/06 | Wilhelmina '08             | Eerste klasse      |      |       |
| 2006/07 | FC ODA                     | Vierde klasse      |      |       |
| 2006/07 | RC Reppel                  | Derde provinciale  |      |       |
| 2007/08 | RC Reppel                  | Tweede provinciale |      |       |
| 2008/09 | RC Reppel                  | Tweede provinciale |      |       |
| 2009/10 | Sporting Grote-Brogel      | Vierde provinciale |      |       |
| 2010/11 | Sporting Grote-Brogel      | Vierde provinciale |      |       |
| 2011/12 | Sporting Grote-Brogel      | Vierde provinciale |      |       |
| TOTAAL  | TOTAAL                     | TOTAAL             | 587  | 104   |

## Palmares
| Nationaal |    |      |
| Ligabeker | 1x | 1999 |